# Péter Abay
Péter Abay, född den 13 maj 1962 i Budapest, Ungern, är en ungersk fäktare som tog OS-silver i herrarnas lagtävling i sabel i samband med de olympiska fäktningstävlingarna 1992 i Barcelona.